# Stare Bajki
Stare Bajki [ˈstarɛ ˈbai̯ki] est un village polonais de la gmina de Trzcianne dans le powiat de Mońki et dans la voïvodie de Podlachie.